# Tawangrejeni
Tawangrejeni is een bestuurslaag in het regentschap Malang van de provincie Oost-Java, Indonesië. Tawangrejeni telt 6968 inwoners (volkstelling 2010).